# Găiceana
Găiceana is een Roemeense gemeente in het district Bacău.
Găiceana telt 3007 inwoners.